# Turulcsirip
A Turulcsirip egy 2007 márciusa és 2012 februárja között üzemelt Twitter mash-up volt. A Turulcsirip felismerte, és aktívan kereste a Twitter eredeti rendszerében a magyar felhasználókat, összegyűjtötte azok listáját, archiválta üzeneteiket. A magyar felhasználó a Twitter oldalon használt autentikációs adataival bejelentkezhetett, és személyre szabott tartalmat érhetett el az oldalon.

## Főbb eltérések a Twittertől
Bár a két szolgáltatás nagyon hasonló, és a Turulcsirip a Twitter adatbázisát használta és tükrözte, több jelentős eltérés volt köztük. A Turulcsirip élőben frissítette az üzeneteket, azaz nem kellett az oldalt frissíteni, hogy az új tartalom megjelenjen, ez az ún. „Barátkozós móddal”, ami az alapértelmezett beállítás, egy chatszerű élményt tett lehetővé. A Barátkozós mód a felhasználó szociális hálója alapján hozzáadott tartalmat ajánlott a felhasználónak, egyszerűen megjelenítve azt az amúgy is kért tartalmak között. (A felhasználó ennek érzékenységét beállíthatta.) Emellett a szolgáltatás beépített spamszűrővel rendelkezett. A linkelt tartalmakat feldolgozta, és a képeket, videókat helyben jelenítette meg.

## Története
A szolgáltatást 2007 márciusában indította Tóth Benedek, aki több tulajdonosváltást ellenére végig a fejlesztés élén állt. 2012. február 28-án váratlanul bejelentették megszűnését.